# Slaget ved Landskrona
Slaget ved Landskrona blev udkæmpet den 14. juli 1677, cirka 12 kilometer øst for Landskrona mellem Tirup, Sireköpinge, Asmundtorp og Billeberga.

## Optakt
Den 12. juli, efter danskernes mislykkede belejring af Malmø vendte Christian V tilbage til Landskrona-området. Samme dag brød Karl XI, der havde modtaget forstærkning af 4.000 bønder fra Småland, op fra Herrevad kloster og marcherede mod syd. Planen var at opspore den danske hær, der var blevet svækket af tabene ved Malmø, og angribe den, før der kunne komme forstærkning fra Tyskland og Østrig via Landskrona. Danskerne var imidlertid allerede vendt tilbage til Landskrona og havde slået lejr på Rönneberga bakker øst for byen.

## Slaget
Tidligt om morgenen den 14. juli opstillede Karl XI sin hær i fire linjer og begyndte fremrykning mod danskerne. Men så snart svenskerne fik fjendens lejr i sigte, bemærkede de, at den var tom. Det vakte en del forvirring blandt de svenske generaler. De fleste antog, at Christian V havde trukket sig tilbage til Landskrona, og mente at svenskerne skulle afbryde aktionen. Men Karl XI var fast besluttet på at komme i kamp, og lod sin hær forsætte fremrykningen mod den danske lejr.
I løbet af natten havde Christian V flyttet sin hær neden for bakkerne og opstillet den bag en jordvold for at fange svenskerne i et baghold i mosen.
Da den svenske General Ascheberg opdagede de danske tropper bag jordvolden, indstillede den svenske hær fremrykningen i omkring en time frem til klokken ni for at reorganisere sig i to linjer i den nordøstlige ende af mosen.
Selvom hans generaler frarådede det, besluttede Christian V at forlade sin gunstig position bag jordvolden og angribe svenskerne. De to hære begyndte at rykke frem mod hinanden og var snart kun adskilt af en mindre dal. Artilleriet udvekslede ild, men ingen af siderne var villige til at angribe hen over dalen.
Til sidst angreb Karl XI på højre fløj med sin garde ned ad skråningen og op ad bakken på den anden side. De blev straks omringet, men reddet af det svenske kavaleri. Resten af den svenske højrefløj fulgte efter og kampen begyndte. Efter mindre end en time var den danske venstrefløj fordrevet og det danske artilleri var på svenske hænder.
På den danske højrefløj havde Christian V fået overtaget over den svenske venstrefløj, og da feltmarskal Simon Grundel-Helmfelt faldt, flygtede den svenske venstrefløj forfulgt af danskerne, der trængte helt frem til Tirup, hvor de smålændske bønder stod. Dækket af bønderne formåede svenskerne at reorganisere sig.
Kort efter begge fløje var kommet i kamp tog de centrale dele af de danske linjer initiativet. General Russenstein angreb, men da hans venstre flanke var ubeskyttet, var den hårdt udsat, og det danske midterangreb begyndte langsomt at gå i opløsning. Samtidig lykkedes det ikke Christian V, at få den midterste del af den svenske venstre fløj til at give efter. Da det svenske kavaleri, der havde forfulgt den danske venstrefløj, returnerede til slaget på samme tid, og den svenske venstre fløj var klar til at gå i aktion, forlod Christian V slagmarken klokken fire.
Klokken 6 havde alle danske tropper forladt området, og svenskerne trak sig tilbage til den tidligere danske stilling.

## Eftervirkningerne
Årsagen til det danske nederlag siges at være rivalisering mellem de danske generaler, og at de danske enheder var blevet blandet op i løbet af natten. Danskerne undlod samtidigt at udnytte deres succes på højre fløj, hvilket gav svenskerne tid til at reorganisere deres enheder.
På trods af den utvivlsome svenske sejr i slaget, havde det ringe indflydelse på resultatet af krigen. Så længe danskerne var sejrige i søslagene og holdt den befæstede by Landskrona, kunne der let bringes forstærkninger til Skåne. Den svenske hær talte efter slaget ved Landskrona 7.000 mand, det var imidlertid ikke nok til at indtage fæstningen. Efter et par træfninger omkring Kristianstad, marcherede den største del af den svenske hær tilbage nordpå til de oprindelige svenske landsdele for at vinterkvarter, mens Christian V sendte nogle af sine tropper tilbage til Sjælland.